# Удар (військова справа)
Удар (військова справа) — форма бойових дій та оперативного (бойового) застосування ракетних військ і артилерії сухопутних військ, військово-повітряних і військово-морського сил в операціях та в бою. Під ударом розуміється короткочасний потужний вплив на противника із застосуванням боєприпасів у звичайному та ядерному спорядженні.
За масштабом удари можуть бути:
- стратегічними,
- оперативними,
- тактичними.

В залежності від засобів, що застосовуються, удар може бути:
- ядерний (ракетно-ядерний) удар,
- ракетний удар,
- артилерійський удар,
- авіаційний удар.

Ядерний удар може бути поодиноким, груповим та масованим. Він завдається по одному чи декількох об'єктах одним видом збройних сил або одночасно декількома видами збройних сил.
Авіаційний удар може бути поодиноким, груповим (зосередженим) та масованим, він завдається одночасно декількома частинами (підрозділами) або послідовно. Варіант авіаційного удару — удар авіації за викликом.
Кораблі військово-морських сил можуть завдавати удари торпедною зброєю та зосереджені удари із застосуванням різних видів зброї.
Для родів військ сухопутних військ удари не є формою бойових дій. Удар полягає у вогневому (ядерному) ураженні противника та стрімкий атаці механізованих військ та танків за підтримки ракетних військ та артилерії, а також авіації і кораблів (на приморському напрямку). Сухопутні війська в операції можуть завдавати декілька ударів, один з яких є головним. У наступі з проривом оборони противника зазвичай завдається фронтальний удар; з метою охоплення та обходу угруповання ворога — фланговий удар, а для його розчленування — удар, що розсікає.